# Elopidae

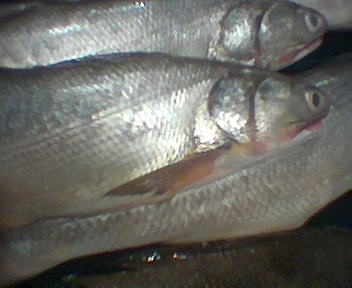
Malacho salmón (Elops machnata).

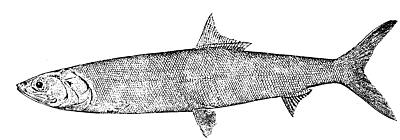
Banano (Elops saurus).

Los malachos, machetes, bananos o tarpones machete son el género Elops, único de esta familia Elopidae de peces incluida en el orden Elopiformes. Su nombre procede del griego ellops, un tipo de serpiente.
Aparecen por primera vez en el registro fósil en el Cretácico inferior.

## Hábitat
Son principalmente peces marinos, distribuidos por aguas tropicales y subtropicales de los océanos Atlántico y Pacífico, aunque los juveniles suelen vivir en estuarios y remontar los ríos para vivir en agua dulce; son pescados en pesca deportiva.

## Morfología
Tienen el cuerpo fusiforme, oval y ligeramente comprimido; grandes ojos parcialmente recubiertos con párpados adiposos; boca terminal, con una mandíbula superior que se extiende hasta el borde posterior de los ojos y una mandíbula inferior prominente, con una placa ósea ventral entre sus dos branquias; gran pseudobranquia; el estado larva es translúcido.
Normalmente tienen entre 20 y 25 radios en la aleta dorsal, con unas aletas pélvicas que se inertan por debajo o por detrás del origen de la aleta dorsal; tanto la aleta dorsal como la anal tienen su base con una vaina escamosa; las aletas pectorales y pélvicas tienen huesos auxiliares de proyección.

## Especies
Existen seis especies agrupadas en este género y familia:
- Familia Elopidae:
  - Género Elops:
    - Elops affinis (Regan, 1909) - Malacho del Pacífico, Machete del Pacífico, Chiro, Chola, Diabla o Macabí.
    - Elops hawaiensis (Regan, 1909) - Malacho salmón.
    - Elops lacerta (Valenciennes, 1847) - Malacho de África occidental o Macabi.
    - Elops machnata (Forsskål, 1775) - Malacho salmón.
    - Elops saurus (Linnaeus, 1766) - Malacho, Banano, Machete del Atlántico, Sábalo, Piojo, Matajuelo real, Macaco o Macabí.
    - Elops senegalensis (Regan, 1909) - Malacho senegalés.